# Марзоевы
Марзо́евы (осет. Мæрзойтæ) — осетинская фамилия.

## Антропонимика
От собственного имени Мæрзо, из (перс. ﻣﻳﺮﺯﺍ‎ – мирза) — ‘писарь, секретарь; царевич’.

## Происхождение
Марзоевы являются выходцами из Алагирского ущелья. Предком фамилии были Мизур, потомок Ос-Багатара.
Мизур выдал замуж единственную дочь Тайсау за выходца из Грузии, у них родились четыре сына: Дае, Габола, Знаур и Таути. Габола и Таути стали кровниками в своём селе, и им пришлось укрыться в Згиде. Дае и Знаур остались жить в Мизуре, но поменяли свою фамилию на Зангиевых. У братьев была приёмная девочка Марзо. Когда у Знаура умерла жена, он взял её в жёны. У них родились дети, которые стали носить фамилию по имени матери — Марзоевы.

## Генеалогия
Марзоевы в разное время именовали себя Марзоевыми-Зангиевыми, т.к. являлись ветвью фамилии Зангиевых, или Знауровыми-Зангиевыми, т.к. у истоков их фамилии стоял Знаур Зангиев. Документы Комитета, учрежденного для разбора личных и поземельных прав туземцев Военно-Осетинского округа за 1859 г. свидетельствуют о том, что «фамилия Марзоевых Алагирского общества Царазонского племени» уже выделилась в отдельную патронимию от фамилии Зангиевых. В 1872 году в Комиссию для разбора сословных прав горцев Кубанской и Терской областей обратились с заявлением доверенные от фамилии Зангиевых Ко и Айдарук, в котором говорилось о предоставлении вследствие требования комиссии посемейных списков фамилии, «происходящей от привилегированного сословия Саразон». В нем и Зангиевы, и Марзоевы указали себя под общей фамилией Зангиевых. А при переписи населения в 1886 г. вновь происходит разделение фамилии на две части.
Арвадалта
Марзоевы состоят в родстве (осет. æрвадæлтæ) с Зангиевыми и Габолаевыми.
Генетическая генеалогия
299139 (FTDNA) — Marzoev Islambek — G2a1a1a1a1a1a1a2a1a1 > G-Y240691
OSE-513 — Марзоев — R1b1a2a2c1 Z2105+, CTS9219+, Y5586+, and (DYS389a=12, DYS520=22, DYS456=16, DYS413a=22, DYS439=11)

## Известные носители
- Владимир Олегович Марзоев (1982) — министр промышленности и инвестиций РСО-Алания.[6]
- Олег Артурович Марзоев (1997 г.р.) - помощник депутата Парламента РСО - Алания, исполняющий обязанности заместителя Главы Администрации Сурх-Дигорского сельского поселения, депутат Собрания представителей Сурх-Дигорского сельского поселения (2022-2024гг.), Староста с. Сурх-Дигора, член общественного совета при МВД. Инициатор занесения фамилии Марзоевых в Книгу рекордов России за наибольшее количество одновременно живущих долгожителей-однафамильцев в России.
- Сергей Тимофеевич Марзоев (1927–2008) — критик и литературовед, прозаик и публицист, народный писатель Осетии, лауреат премии им. К.Хетагурова (1966).
- Казбек Хадзмуссаевич Марзоев (1926–1991) — председатель колхоза им. Коста Хетагурова К, герой Социалистического труда.
- Лариса Владимировна Марзоева (1949) — советская и российская оперная певица (сопрано), педагог, профессор.

Военные
- Аркадий Васильевич Марзоев (1969) — российский военачальник, генерал-лейтенант, командующий 18-й общевойсковой армией ЮВО.
- Станислав Васильевич Марзоев (1953–2002) — советский и российский офицер, полковник ВС России, заместитель командующего 58-й Армии СКВО.

Наука
- Аркадий Иналович Марзоев (1945) — академик, доктор биологических наук, зав. кафедрой анатомии и физиологии человека и животных СОГУ.
- Ислам-Бек Темурканович Марзоев (1970) — ведущий научный сотрудник отдела этнологии СОИГСИ, доктор исторических наук.[7]